# Oftering
Oftering è un comune austriaco di 2 071 abitanti nel distretto di Linz-Land, in Alta Austria.